# Iare gauldi
Iare gauldi är en stekelart som beskrevs av Marsh 2002. Iare gauldi ingår i släktet Iare och familjen bracksteklar. Inga underarter finns listade i Catalogue of Life.